# Place Waldeck-Rousseau
La place Waldeck-Rousseau est une place de Nantes (Loire-Atlantique) en France.

## Situation et accès
Située dans le quartier Malakoff - Saint-Donatien, sur le côté est de laquelle se trouve l'hôtel de police de la ville, cette place est située à proximité du pont Général-de-la-Motte-Rouge (débouché du boulevard Amiral-Courbet), datant du XIXe siècle, qui franchit l'Erdre, reliant le quartier Hauts-Pavés - Saint-Félix au quartier Malakoff - Saint-Donatien, ainsi que de la place Lieutenant-Jéhenne qui assure la jonction avec le quai Henri-Barbusse. La place se trouve également au point de départ de la rue Desaix (laquelle permettant de rejoindre la route de Paris via la rue du Général-Buat) et de la rue du 65e-Régiment-d'Infanterie.
La gare fluviale des Bateaux nantais dont l'entrée est sur la place, se trouve en réalité en contrebas, quai de la Motte-Rouge, est le point de départ des croisières sur l'Erdre et la Loire.

## Origine du nom

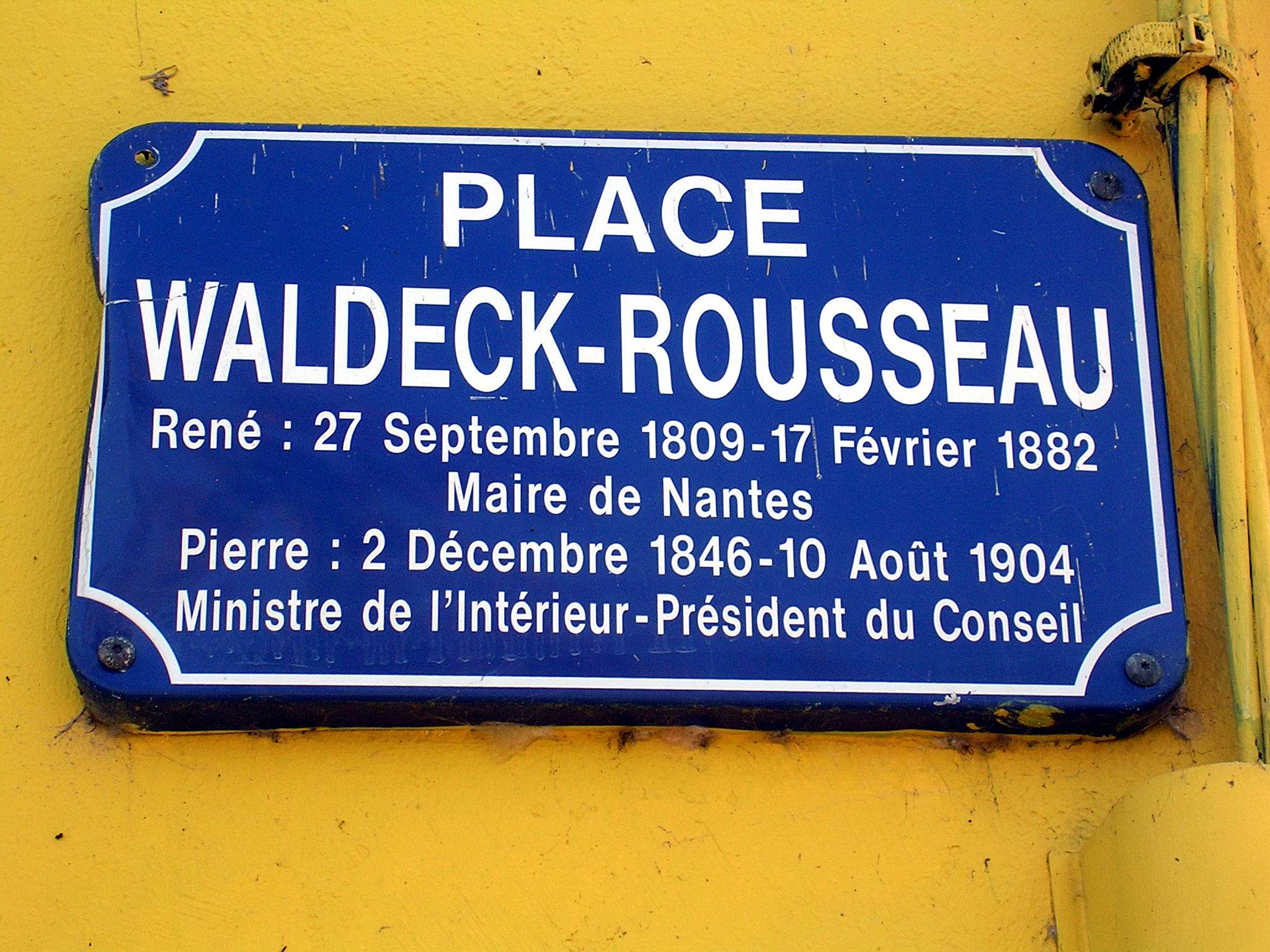

Le nom de la place a tout d'abord été attribué, le 18 décembre 1882, en hommage à René Waldeck-Rousseau, ancien maire de Nantes, quelques mois après son décès. Puis, en novembre 2000, le conseil municipal décide d'associer à cette célébration, son fils, Pierre Waldeck-Rousseau, qui fut ministre de l'Intérieur et Président du Conseil. C'est pourquoi la plaque de la rue mentionne les deux personnalités.

## Historique

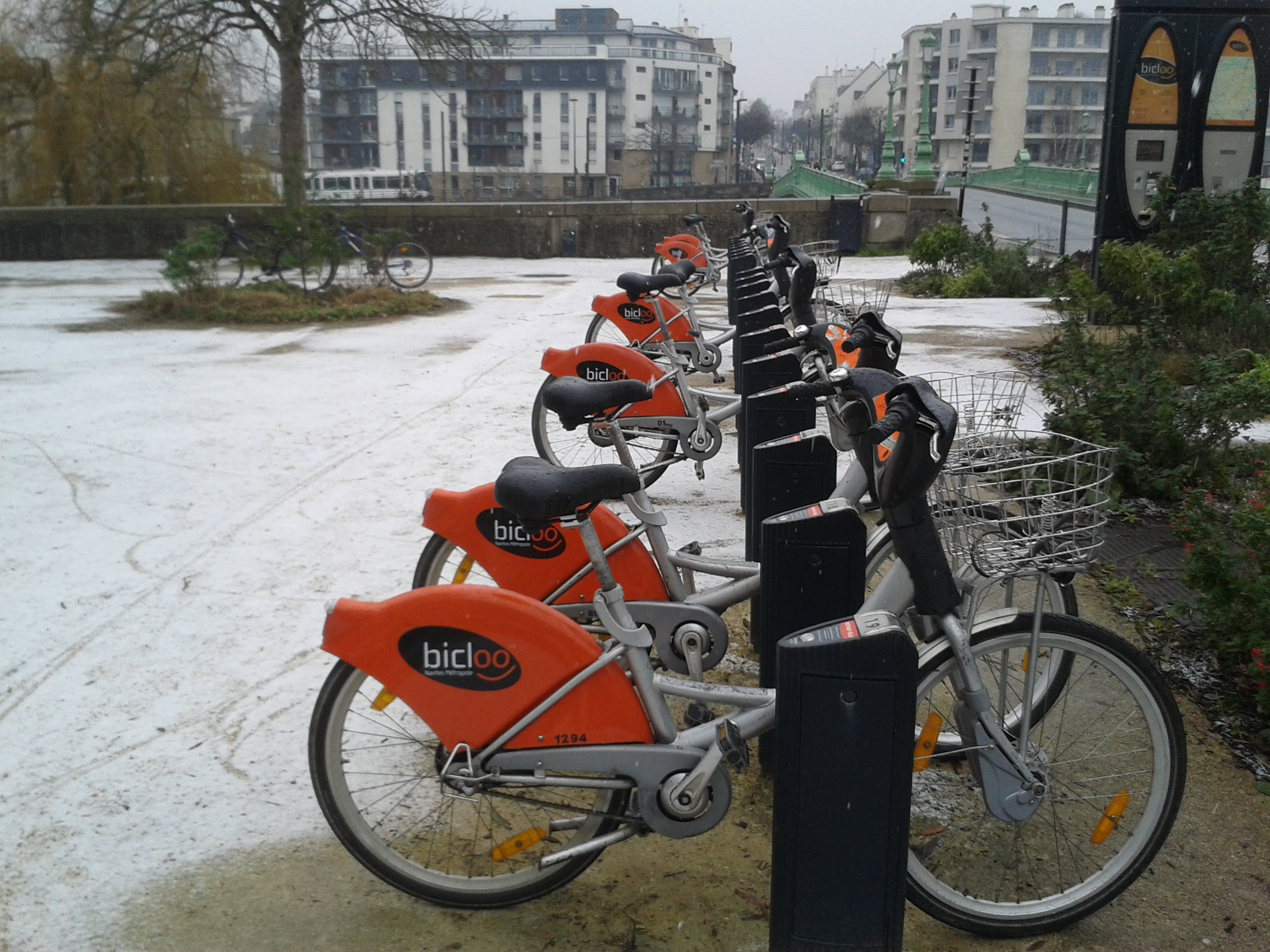
La station bicloo de Waldeck-Rousseau sous la neige (7 février 2018)

Au début du XIXe siècle, le lieu est occupé par des « blanchisseries ».
L'esplanade est créée à l'occasion du début de la construction du pont Général-de-la-Motte-Rouge (qui s'appelait alors « pont de Barbin »), en 1881 et coïncident également avec l'édification de la « caserne Cambronne » situé sur le côté est de la place, qui abritera un régiment d'infanterie.
La place qui comportait jusqu'alors un vaste parking de surface, a fait l'objet d'un réaménagement entamé en 2008, à la suite de la construction du nouveau bâtiment de l'hôtel de police qui est achevé au mois de mai de cette année-là.
L'opération a été menée dans le but de :
- constituer une place plus arborée, comportant deux esplanades séparées par une voie de circulation desservant le pont Général-de-la-Motte-Rouge ;
- détourner la circulation automobile à l'est des esplanades afin que ces dernières soient dédiées aux circulations douces (piétons et vélos) ;
- créer une station de vélos en libre-service Bicloo ;
- réaliser un parking de 26 places.

Le côté droit de la place est occupé par l'entrée de la gare maritime des Bateaux nantais située en contrebas sur le quai de la Motte-Rouge.

## Voies secondaires

### Place Lieutenant-Jéhenne
Située immédiatement au sud de la place Waldeck-Rousseau, elle commande l'accès au quai Henri-Barbusse et à la rue Jean-Émile-Laboureur. Peut rendre hommage aussi bien à Aimable Constant Jéhenne, officier de Marine qui, en tant que lieutenant de vaisseau à bord du Brestoise, surveilla les côtes de Vendée, lors de la tentative d'insurrection, particulièrement active à l’Est de la Loire-Inférieure, menée en 1832 par la duchesse de Berry jusqu'à l'arrestation de cette dernière à Nantes après six mois de cavale. Ainsi qu'à son fils Paul Auguste François Jéhènne (1930-1896), également Lieutenant de Vaisseau, réformé en 1860 à la suite de graves blessures lors du siège de Sébastopol  et qui reprit du service après la bataille de Sedan. Élu colonel des territoriaux de la Loire-inférieure, il moisit au camp de Conlie et s'est finalement battu dans les environs du Mans durant la guerre de 1870. Il mourut à Nantes.

## Localisation des lieux cités
1. ↑  Entrée de la gare maritime des Bateaux nantais : 47° 13′ 41″ N, 1° 33′ 06″ O
2. ↑  Place Lieutenant-Jéhenne : 47° 13′ 37″ N, 1° 33′ 11″ O